# ピアノのために
『ピアノのために』（フランス語: Pour le Piano）は、クロード・ドビュッシーが作曲したピアノ曲集。

## 概要
1901年完成。ただし第2曲のみ、1894年に『忘れられた映像』の一曲として作曲されたもので、1896年に『グラン・ジュルナル』 (Le Grand Journal du lundi) 紙の付録として単独で発表されたあと、変更を加えてこの曲集に組み入れられた。初演は1902年1月11日の国民音楽協会の演奏会で、リカルド・ビニェスによって行われ好評を収める。出版は1901年で、第1曲と第3曲はそれぞれドビュッシーの弟子だったヴォルムス・ドゥ・ロミリー（Worms de Romilly）とニコラ・コロニオ（Nicolas Coronio）に、第2曲は『忘れられた映像』と同じくルアール夫人（Yvonne Rouart）に献呈された。
『ベルガマスク組曲』と同じく各曲には古典組曲に倣った題名が付けられている。しかし作曲には約10年の開きがあり、全音音階や半音階を生かした語法ははるかに革新的になっている。技巧的なピアノ書法も駆使されており、ドビュッシー独自のピアニズムの始まりや、最初の成熟したピアノ曲と評される。

## 楽曲
- 第1曲 前奏曲 （Prélude）
「十分にいきいきと、リズミックに」。冒頭の激しい主題と、ペダル音上でゆっくりと上昇する主題が対比される[3]。

- 第2曲 サラバンド（Sarabande）
「優雅な落ち着きとゆるやかさをもって」。豊かな和音を伴った[4]荘重な舞曲。モーリス・ラヴェルが1922年に管弦楽編曲を残している[5]。

- 第3曲 トッカータ（Toccata）
「活発に」。急速な動きが途切れずに続く。後半では冒頭の楽想が嬰ハ長調で再現され、喜ばしい響きのなかで終結を迎える[3]。